# Ортез

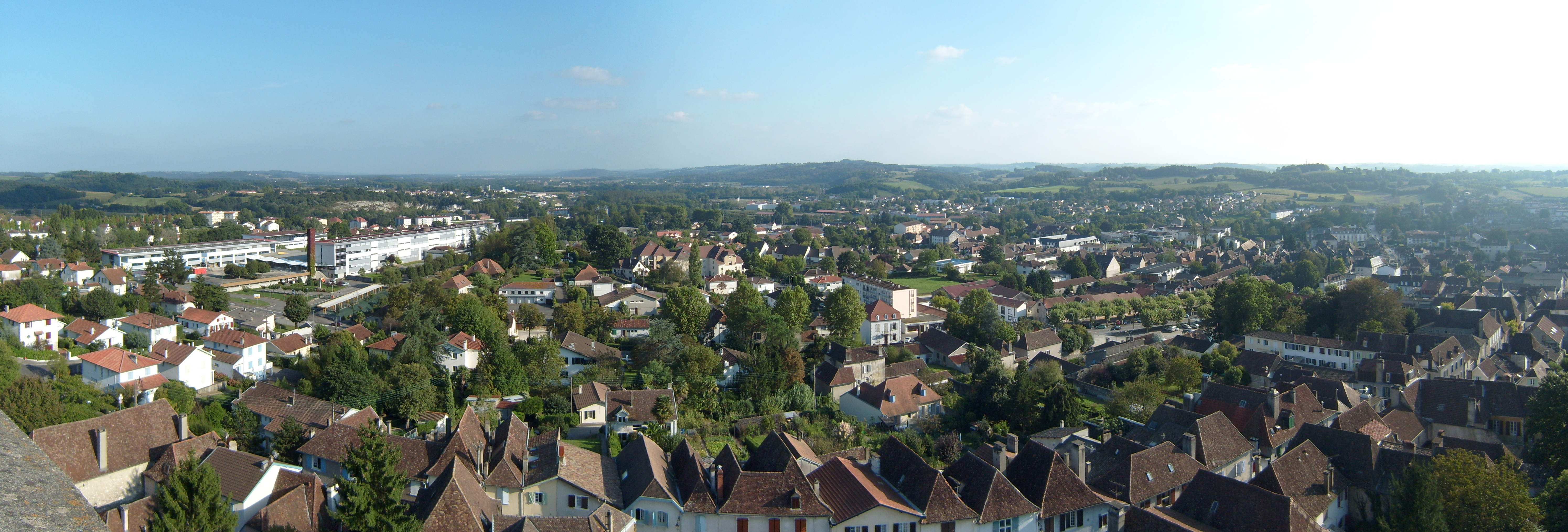
Панорама Ортеза.

Орте́з (фр. Orthez) — муніципалітет у Франції, у регіоні Нова Аквітанія, департамент Атлантичні Піренеї. Населення — 10 684 особи (01.01.2021).
Муніципалітет розташований на відстані близько 650 км на південь від Парижа, 155 км на південь від Бордо, 39 км на північний захід від По.

## Демографія
Динаміка населення (INSEE ):
Розподіл населення за віком та статтю (2006):
| Стать | Всього | До 15 років | 15-24 | 25-44 | 45-64 | 65-85 | Понад 85 |
| --- | ------ | ----------- | ----- | ----- | ----- | ----- | -------- |
| Чоловіки | 4805   | 723         | 583   | 1130  | 1256  | 1015  | 98       |
| Жінки | 5524   | 721         | 569   | 1121  | 1517  | 1369  | 227      |
| \| Статево-вікова піраміда \| Статево-вікова піраміда \| Статево-вікова піраміда \| \| ----------------------- \| ----------------------- \| ----------------------- \| \| Чоловіки \| Вік \| Жінки \| \| 98 \| 85 + \| 227 \| \| 142 \| 80-84 \| 296 \| \| 228 \| 75-79 \| 281 \| \| 333 \| 70-74 \| 428 \| \| 312 \| 65-69 \| 364 \| \| 220 \| 60-64 \| 319 \| \| 308 \| 55-59 \| 370 \| \| 397 \| 50-54 \| 389 \| \| 331 \| 45-49 \| 439 \| \| 345 \| 40-44 \| 352 \| \| 300 \| 35-39 \| 297 \| \| 269 \| 30-34 \| 229 \| \| 216 \| 25-29 \| 243 \| \| 247 \| 20-24 \| 248 \| \| 336 \| 15-20 \| 321 \| \| 306 \| 10-14 \| 316 \| \| 186 \| 5-9 \| 243 \| \| 231 \| 0-4 \| 162 \| |        |             |       |       |       |       |          |
| Статево-вікова піраміда |        |             |       |       |       |       |          |
| Чоловіки | Вік    | Жінки       |       |       |       |       |          |
| 98 | 85 +   | 227         |       |       |       |       |          |
| 142 | 80-84  | 296         |       |       |       |       |          |
| 228 | 75-79  | 281         |       |       |       |       |          |
| 333 | 70-74  | 428         |       |       |       |       |          |
| 312 | 65-69  | 364         |       |       |       |       |          |
| 220 | 60-64  | 319         |       |       |       |       |          |
| 308 | 55-59  | 370         |       |       |       |       |          |
| 397 | 50-54  | 389         |       |       |       |       |          |
| 331 | 45-49  | 439         |       |       |       |       |          |
| 345 | 40-44  | 352         |       |       |       |       |          |
| 300 | 35-39  | 297         |       |       |       |       |          |
| 269 | 30-34  | 229         |       |       |       |       |          |
| 216 | 25-29  | 243         |       |       |       |       |          |
| 247 | 20-24  | 248         |       |       |       |       |          |
| 336 | 15-20  | 321         |       |       |       |       |          |
| 306 | 10-14  | 316         |       |       |       |       |          |
| 186 | 5-9    | 243         |       |       |       |       |          |
| 231 | 0-4    | 162         |       |       |       |       |          |

## Економіка
2010 року серед 6677 осіб працездатного віку (15—64 років) 4784 були активними, 1893 — неактивними (показник активності 71,6%, у 1999 році було 68,2%). З 4784 активних мешканців працювало 4230 осіб (2202 чоловіки та 2028 жінок), безробітними було 554 (269 чоловіків та 285 жінок). Серед 1893 неактивних 637 осіб було учнями чи студентами, 716 — пенсіонерами, 540 були неактивними з інших причин.

У 2010 році у муніципалітеті числилось 5104 оподатковані домогосподарства, у яких проживали 10667,0 особи, медіана доходів виносила 18 214 євро на одного особоспоживача.

## Відомі люди
- 1917 року в Ортезі народився французький письменник, лауреат Ґонкурівської премії Жан-Луї Кюртіс.

## Галерея зображень

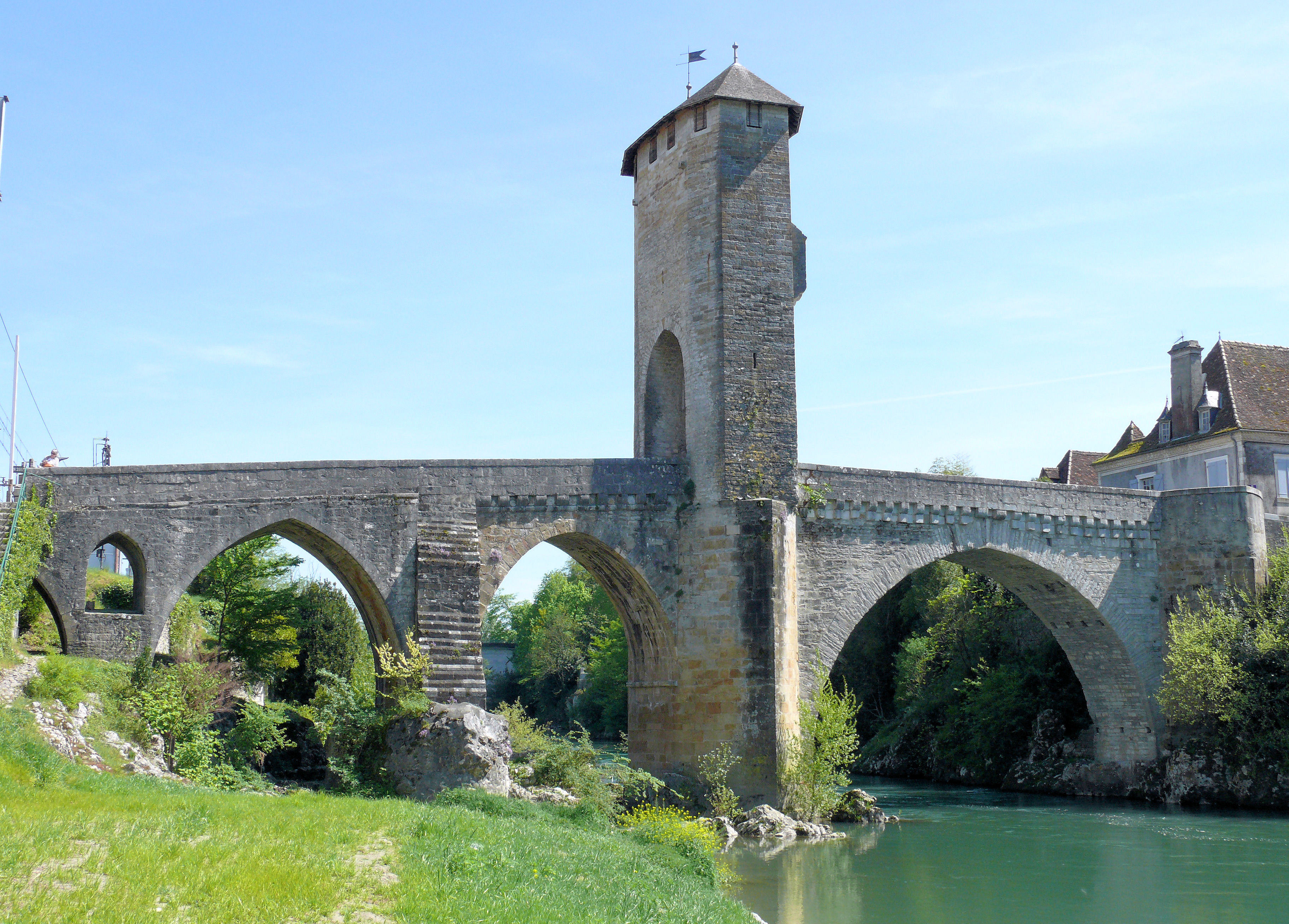
Символ Ортеза — міст через річку Ґав-де-По. XIII — XIV ст.
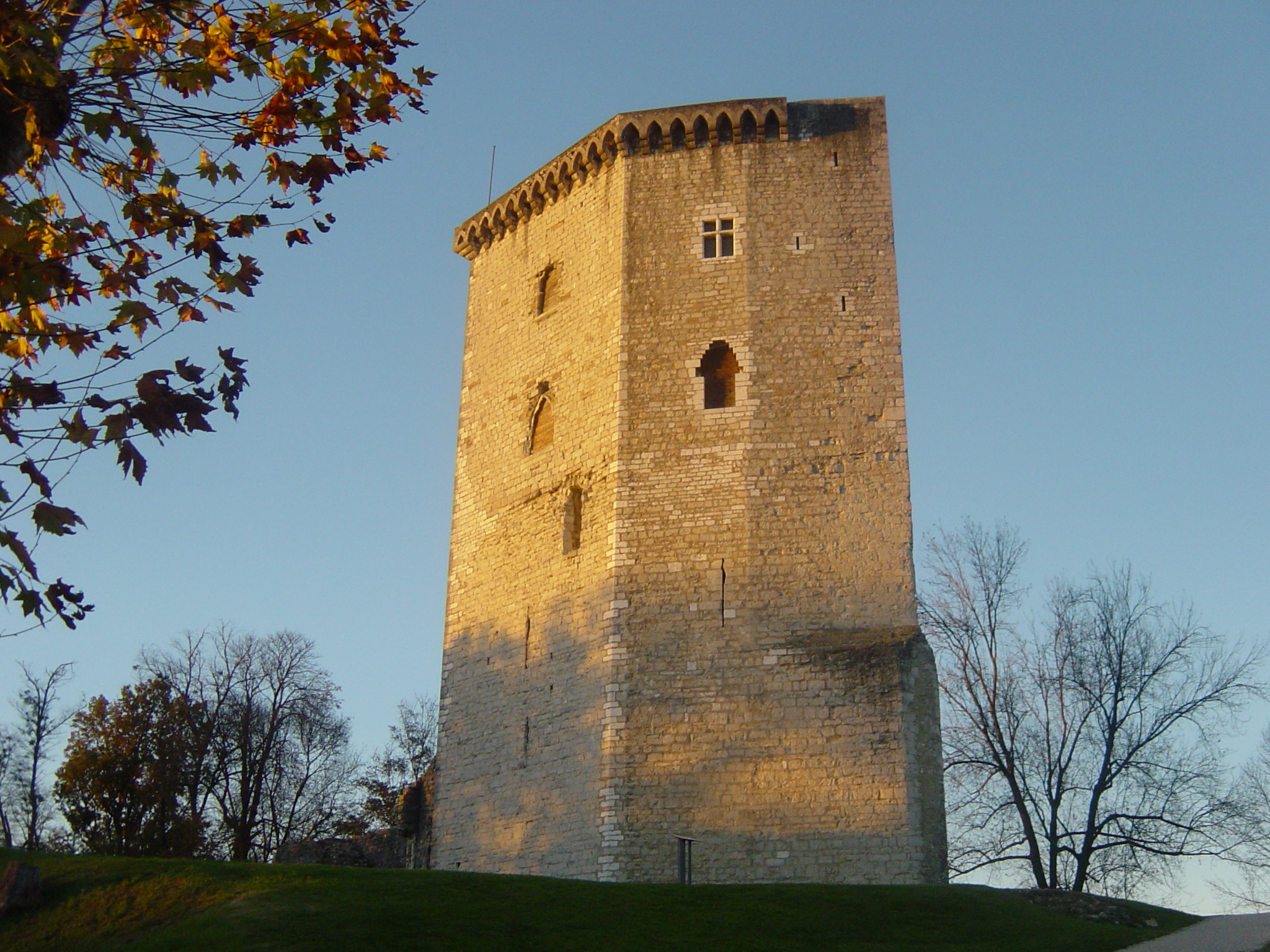
Вежа Монкада. Залишки замку віконтів Беарна. ХІІІ ст.
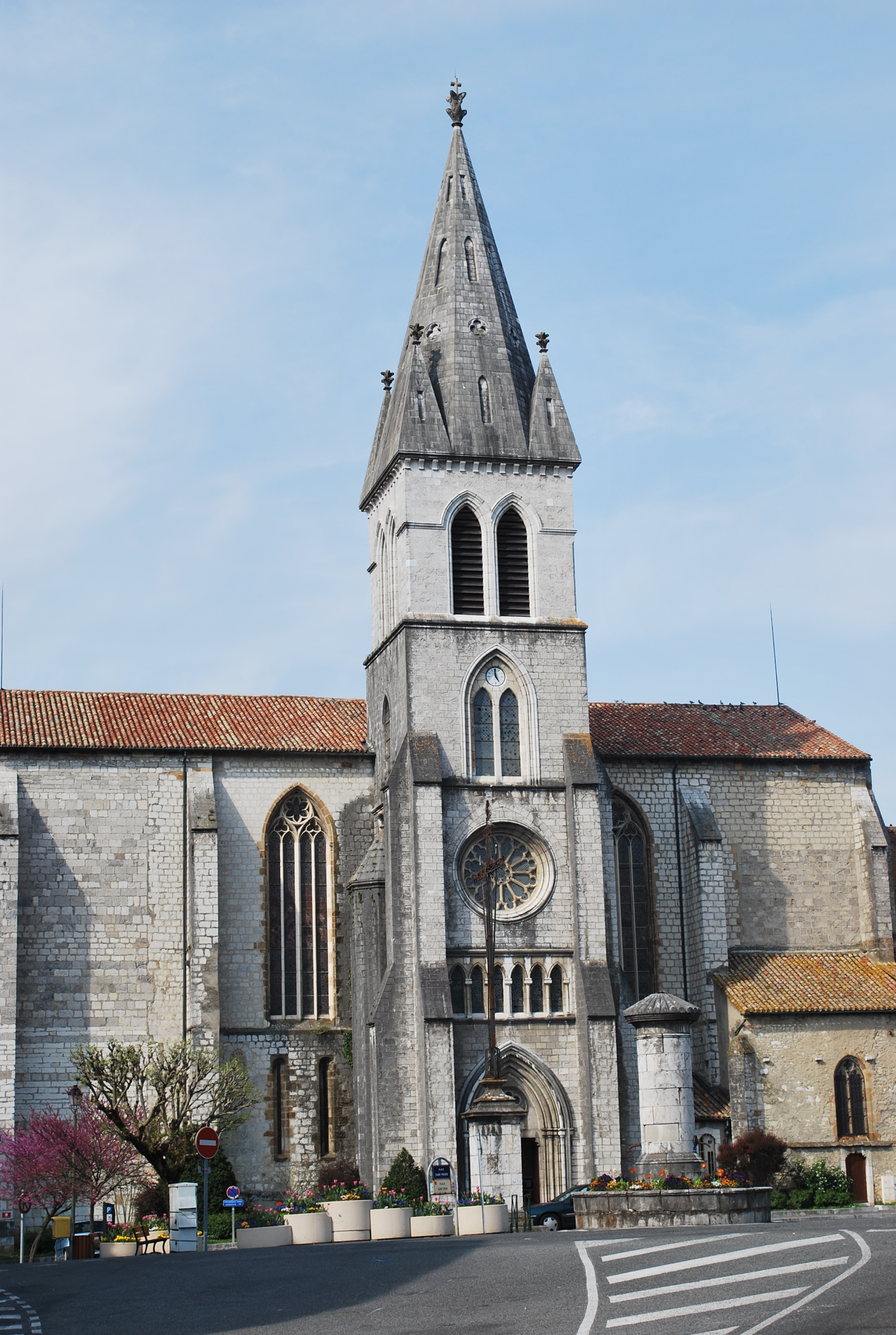
Церква святого Петра Ортезького. XIII ст.
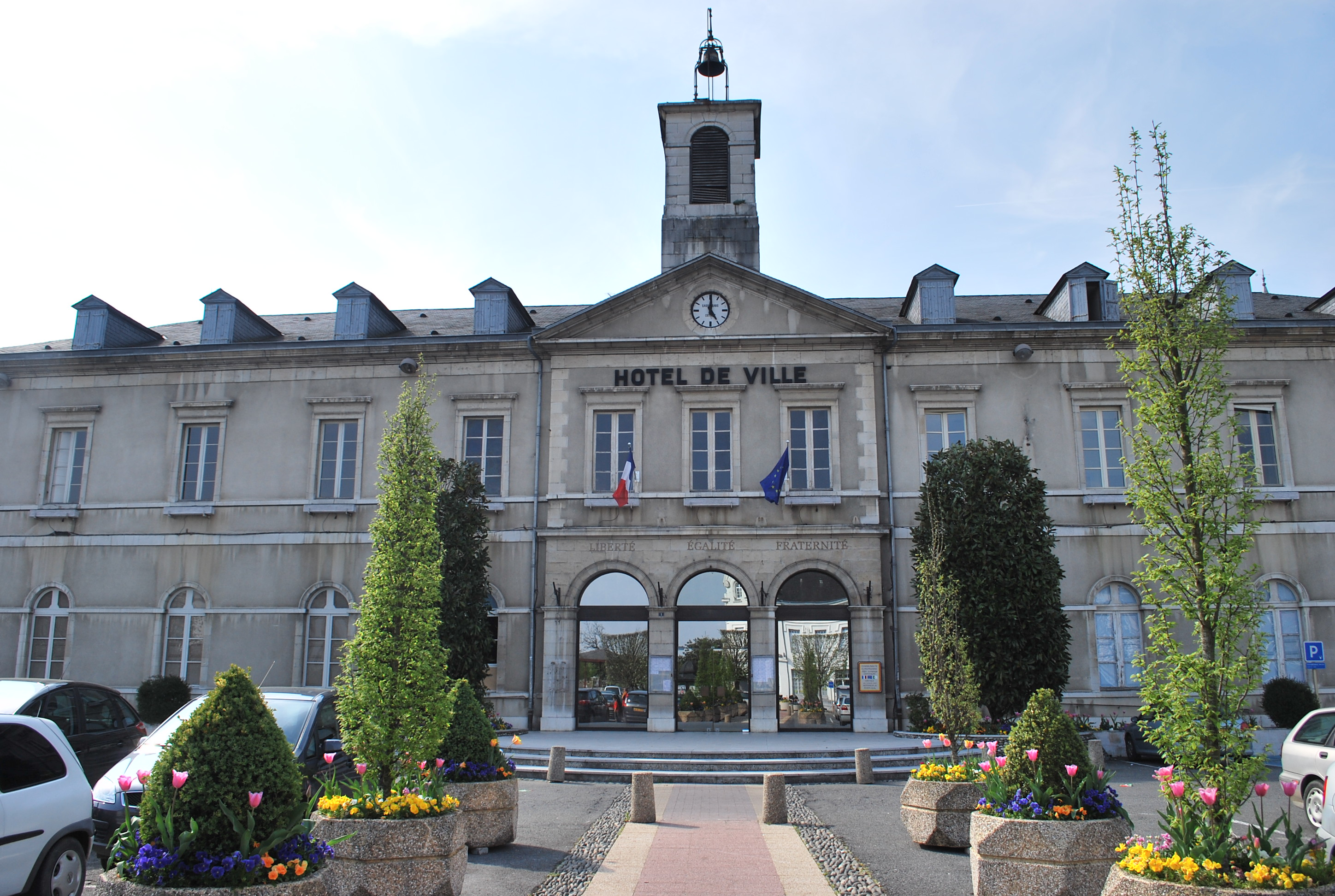
Ортезька мерія.